# 국가법령정보센터
국가법령정보센터는 법령/조약, 행정규칙, 자치법규, 판례, 행정심판 재결례 및 법령해석 등 모든 법령정보의 검색 서비스를 제공하기 위하여 법제처에서 구축하여 서비스하고 있는 사이트이다. 2010년 1월 5일에 오픈하였다.

## 연혁

### 기반 구축 단계
- 1998년 대한민국 현행법령 데이터베이스 구축
- 1999년 ~ 2000년 : 정부수립이후 2000년까지 공포된 모든 법령을 공포일 기준으로 법령본문을 제작하여 연혁법령 데이터베이스 구축
- 2004년 ~ 2005년 : 대한제국 수립부터 대한민국 정부수립 이전까지 공포된 근대법령 데이터베이스 구축(조선총독부령 일부, 미군정법령 등)
- 2005년 ~ 2006년 : 대한민국 현행법령에 포함된 모든 별표서식을 아래한글(*.hwp) 문서로 제작하여 데이터베이스로 구축

### 통합 구축 단계
- 2008년 법령, 행정규칙, 자치법규 등을 통합 구축 및 연계 서비스할 수 있는 국가법령정보시스템 개발
- 2009년 국가법령정보센터 서비스 시작
- 2010년 상하위법비교표(3단비교), 신구법비교표(2단비교) 등 서비스
- 2010년 앱 서비스(스마트폰으로 법령, 판례 등)
- 2010년 ~ 2011년 : 부·처·청·위원회, 국회, 대법원 등의 훈령·예규, 고시 등 중앙부처의 모든 행정규칙 통합 구축
- 2010년 법령정보 식별주소 개발 및 서비스, 법령정보 인쇄 서비스
- 2010년 법령정보 업데이트에 소요되는 기간을 공포 당일로 단축
- 2011년 법령용어, 전자법령집, 영문법령 등 서비스
- 2011년 국가법령정보 특허 출원 및 특허권 획득(2건)
- 2011년 법령정보 서비스 방식을 공포일 기준에서 시행일 기준으로 변환(시행예정조문 서비스 등 가능)
- 2012년 법령체계도, 판례체계도 등 서비스
- 2012년 법령정보 정확성 검사 시스템 개발 및 및 법령정보 업데이트 기능 개선
- 2013년 법령정보 지식검색 서비스
- 2016년 법령-조례 조문단위 연계 서비스

## 같이 보기
- 정부입법지원센터